# Hibiscus verdcourtii
Hibiscus verdcourtii är en malvaväxtart som beskrevs av Lyndley Alan Craven. Hibiscus verdcourtii ingår i Hibiskussläktet som ingår i familjen malvaväxter. Inga underarter finns listade i Catalogue of Life.